# Base militar

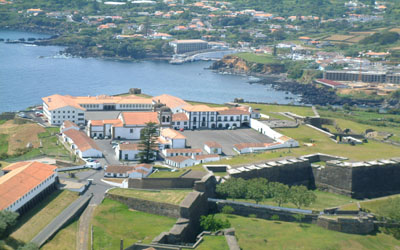
Vista aérea do quartel do Regimento de Guarnição n.º 1, base militar do Exército Português na Ilha Terceira.

Uma base militar ou quartel é uma instalação vocacionada para responder às necessidades das forças armadas, sendo normalmente operada e mantida pelas mesmas. Existem inúmeros tipos de bases militares, que podem ter funções operacionais ou logísticas, podem ser de natureza permanente ou temporária e podem ser terrestres, aéreas ou navais. Independentemente do tipo, quase todas as bases militares incluem — em maior ou menor grau — instalações para alojamento de pessoal militar e para armazenamento de material, para realizar guerras, bem como meios para assegurar a sua segurança e defesa imediata.

## Origens
Segundo o documento escrito pelo engenheiro militar Jorge Stumpf Vasconcellos, denominado "Princípios de Defesa Militar", sendo este tipo de construção destinada para a concentração de tropas que já era utilizada na antiguidade. Alguns historiadores militares, segundo esse mesmo autor, fazem também referência à organização ou ordenação em que o "quartel" (a quarta parte general ou cardeal, do ponto cardeal), do comando de um oficial general ou almirante (se o quartel for naval); pois é antiga a organização ou ordem militar de quatro em quatro (melhor e mais coesa organização militar) ou em até de seis em seis (menor organização militar em coesão militar em comandos), isso desde os tempos dos soldados ou marinheiros romanos e antes disso até, nos soldados e marinheiros de Sun Tzu, segundo tratados históricos. Havendo alguns trabalhos históricos que consideram a Grande Muralha da China, como um agrupamento de quartéis de infantaria e cavalaria para a defesa da China.
O autor explica também que geralmente e com esse fim são os quartéis construídos em posição dominante no terreno (rosa dos ventos), o chamado "quartel-general", comandava os demais quartéis, em posições estratégicas de vigia. Os castelos da Idade Média lembram em muito pela sua forma e funcionalidade os quartéis ou aquartelamentos modernos, devido a sua mesma operacionalidade histórica.
Foi em torno de 1671 que Jean Louvois, conselheiro do rei de França ao codificar os fundamentos organizacionais dos diversos exércitos tanto de mar quanto terrestre, constituindo-os como perfil permanente e profissional, assim definiu que os militares deveriam se concentrar num local que servisse de ponto de referência, encontro, vigilância, que dominasse o terreno ou nação que deveriam manter sobre soberania e principalmente de onde poderiam emanar as ordens para as tropas de forma organizada. Desta forma, os quartéis deveriam ser dotados de defesas contra ataques externos, e ao mesmo tempo um local seguro e de dominância em caso de cerco pelo inimigo.
Os primeiros quartéis ou também mais modernamente chamados de "base" ou "fortalezas", com funcionalidades organizacionais atuais de soberania tanto terrestre, como marítima e aérea, isso é, sem o necessário perfil ou forma tradicional de castelos ou grande muralhas, foram construídos pela primeira vez em 1692 por Vauban, general e estrategista. Sua forma foi definida quadrada ou como querem alguns historiadores na forma "aquartelada (aparentemente quadrada, com até cinco a seis lados)", em torno do século XVIII.

## Designações

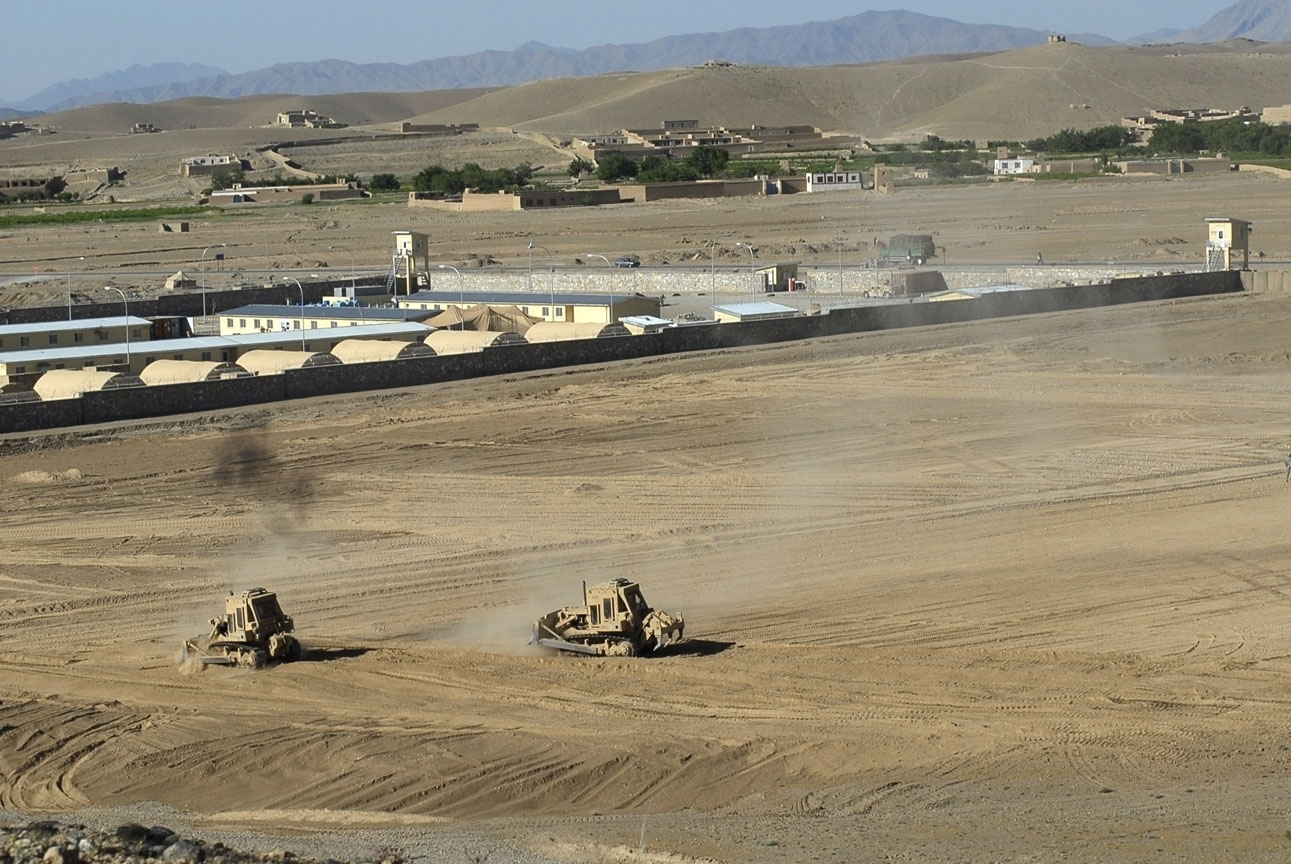
Base Operacional Avançada de Logar, base tática temporária multinacional no Afeganistão.

Além dos inúmeros tipos existentes, as bases militares podem ser designadas de muitas maneiras, que variam de acordo com o país, o ramo das forças armadas, a época, a função, as condições de operação, a tradição e diversos outros fatores.
Designações comuns de bases de âmbito terrestre incluem "quartel", "polígono", "caserna", "arsenal", "depósito", "posto", "presídio", "campo", "área militar", "forte", "paiol" ou "guarnição".
Já bases de âmbito naval têm designações como "base naval", "estação naval", "porto militar", "arsenal" ou "ponto de apoio naval".
Uma base de âmbito aeronáutico pode ter designações como "base aérea", "base da força aérea", "base aeronaval", "aeródromo-base" ou "aeródromo militar".
Algumas designações de bases militares podem referir-se diretamente à sua função, tal como "base logística", "base de fuzileiros navais", "base de submarinos" ou "base de tropas paraquedistas".

## Tipos e funções
Em sentido lato, o termo "base militar" pode referir-se a qualquer estabelecimento que sirva para alojar pessoal e armazenar equipamento de todos os ramos das forças armadas de um país ou mesmo das suas forças paramilitares e de segurança. Contudo, em sentido restrito, o termo pode aplicar-se só a alguns tipos daqueles estabelecimentos. Por exemplo, "base militar" pode referir-se apenas a instalações do exército ou de outros tipos de forças terrestres como fuzileiros ou guardas nacionais, excluindo assim as instalações usadas pela marinha e força aérea, sendo estas designadas respetivamente "bases navais" e "bases aéreas".
Uma base militar pode ser permanente ou temporária. Normalmente, as bases permanentes têm infraestruturas mais desenvolvidas, sendo utilizadas tanto em tempo de guerra como em tempo de paz. Já as bases temporárias são apenas constituídas tendo em vista uma campanha ou operação militar de duração limitada, sendo desativadas logo que aquelas findem. Exemplos de bases temporárias ou semi-permamentes incluem as bases táticas avançadas — destinadas a apoiar as unidades militares empenhadas em operações numa determinada região —, as bases logísticas — destinadas a prestar apoio logístico às forças em operações — e as bases de fogos — destinadas a executar fogo de artilharia em apoio das forças terrestres em combate.
A maioria das bases militares são áreas fechadas, de acesso restrito, onde só pode entrar o pessoal militar ou civil que ali opere. Existem contudo bases de grande dimensão que incluem áreas residenciais para os seus militares, funcionários civis e respetivas famílias, de acesso menos restrito. Este tipo de base funciona como uma autêntica cidade, dispondo dos seus próprios serviços urbanos como restaurantes, lojas, escolas, hospitais e instalações desportivas.
Geralmente, uma base militar destina-se a alojar uma ou mais unidades militares. Se fôr uma base operacional, além de simplesmente alojar as unidades militares, dispõe também das condições para as projetar rapidamente para as zonas de operações. Contudo, uma base militar pode também funcionar como centro de comando, centro de instrução militar, centro de armazenamento e reparação de equipamento ou centro de teste e desenvolvimento de material.
A maioria das bases militares necessita da assistência vinda do exterior para poder operar. Contudo, algumas delas organizam-se como as antigas fortalezas, dispondo de suficientes abastecimentos de alimentos, água, energia e outras provisões, que permitem aos seus habitantes viver sitiados e isolados do exterior durante longos períodos de tempo.

## Instalações militares por país

### Países Lusófonos

#### Brasil
No Brasil, os primeiros quartéis foram construídos a partir de 1701, na forma geral e moderna do general e estrategista Vauban; pois antes dessa data tivemos os nossos quartéis em forma de castelos portugueses, que respondiam pela função dos quartéis e seus necessários quartéis-generais de comandos. Desde o descobrimento do Brasil, em 21 de abril de 1500, quando a armada portuguesa de Pedro Álvares Cabral ainda não tinha desembarcado, posto que chegaram ao anoitecer, podendo eles, o almirante e tripulantes de bordo identificar e ver, no litoral brasileiro os inúmeros pontos de luz ou fogueiras; sugerindo ser de inúmeras tribos de índios ou com mais possibilidade, pela grande experiência militar do próprio almirante, ser de piratas, com mais e bastante certeza; que povoavam o chamado "Ilhéu" (ilha grande), da denominada por eles de "Coroa Vermelha" (nome dado pelo aspecto, visto pelas fogueiras ou pontos de luz, vistas de alto mar pelo almirante), como primeiro nome do que depois se chamaria de "Vera Cruz"; "Terra" de "Santa Cruz" e do "Brasil (que não deixa de se reportar ao primeiro nome)", parte essa da terra que cabia a Portugal a Este do Tratado de Tordesilhas. Desde o início e em posteriores contatos com El-Rei, o Almirante Pedro Álvares Cabral informava que as tais terras careceriam de volumosas somas para a sua segurança, uma vez que deveriam ser resgatadas dos piratas que por sua vez tinham a simpatia dos nativos locais, pois davam presentes, vindos do mundo exterior  a eles.

#### Portugal

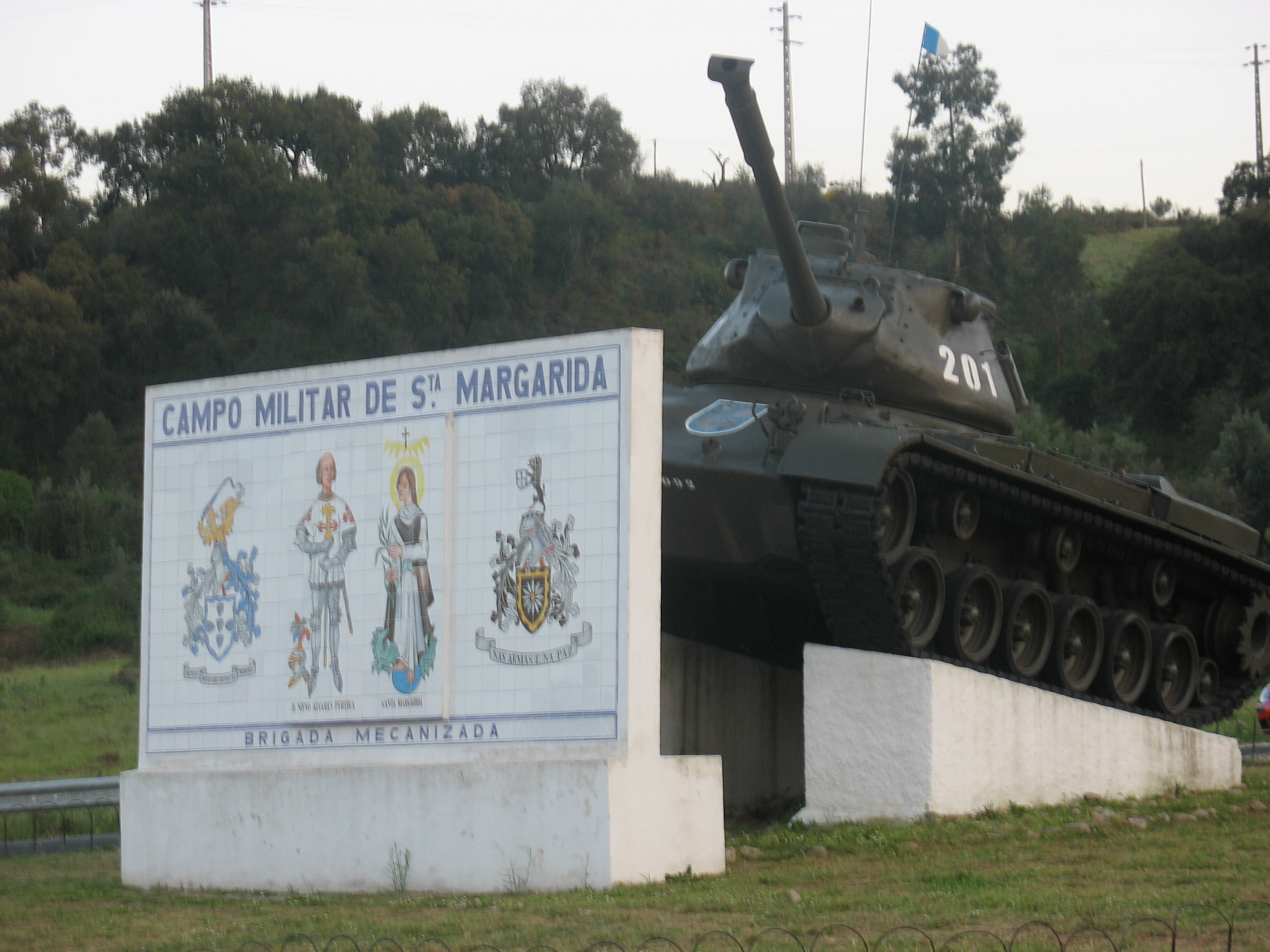
Entrada do Campo Militar de Santa Margarida.

A grande maioria das bases do Exército Português são tradicionalmente designadas "quartéis". Cada um dos edifícios de alojamento, sobretudo de praças, que compõem um quartel é designado "caserna". Administrativamente, cada quartel corresponde normalmente a um órgão de base da Componente Fixa do Sistema de Forças, responsável por realizar formação, sustentação e apoio geral ao Exército. A maioria destes órgãos designa-se "escola" ou "regimento". No quartel de cada órgão de base podem estar instaladas uma ou mais unidades operacionais do Exército (batalhões, companhias independentes ou equivalentes). Apesar de no perímetro de alguns quartéis existirem blocos habitacionais para os militares e suas famílias, esta não é a prática comum. Normalmente, estes vivem inseridos nas comunidades civis locais, habitando em residências privadas ou em edifícios de habitação do Exército situados fora dos quartel. A maioria dos quartéis foi construída entre as décadas de 1950 e  de 1960, segundo o modelo CANIFA, com características muito semelhantes entre si, cada um incluindo casernas e outras instalações para alojamento de um regimento com cerca de 1000 militares e ocupando uma área que pode ir dos 100 000 m² aos 200 000 m². O Exército Português dispõe de instalações maiores, designadas "áreas militares" ou "campos militares", a maior das quais é o Campo Militar de Santa Margarida, ocupando uma área de 64 000 000 m² e com uma guarnição de cerca de 5000 militares.
A principal base militar da Marinha Portuguesa é a Base Naval de Lisboa, que agrupa administrativamente diversas instalações navais localizadas no estuário do Tejo, das quais a principal é a Estação Naval do Alfeite. No Perímetro Militar do Alfeite, estão também instalados outros órgãos da Marinha, incluindo a Base de Fuzileiros. Para além da base Naval de Lisboa, a Marinha dispõe de uma série de instalações secundárias, onde se incluem vários pontos de apoio naval, para suporte dos navios estacionados ou em trânsito pelas várias zonas marítimas.
As principais bases militares e aeródromos da Força Aérea Portuguesa são as bases aéreas. Além das bases aéreas, a Força Aérea dispõe de bases aéreas secundárias designadas "aeródromos de manobra". Algumas das instalações logísticas da Força Aérea, que não são destinadas a atividades de voo, são simplesmente designadas "bases".

### Países Não-Lusófonos

#### Alemanha

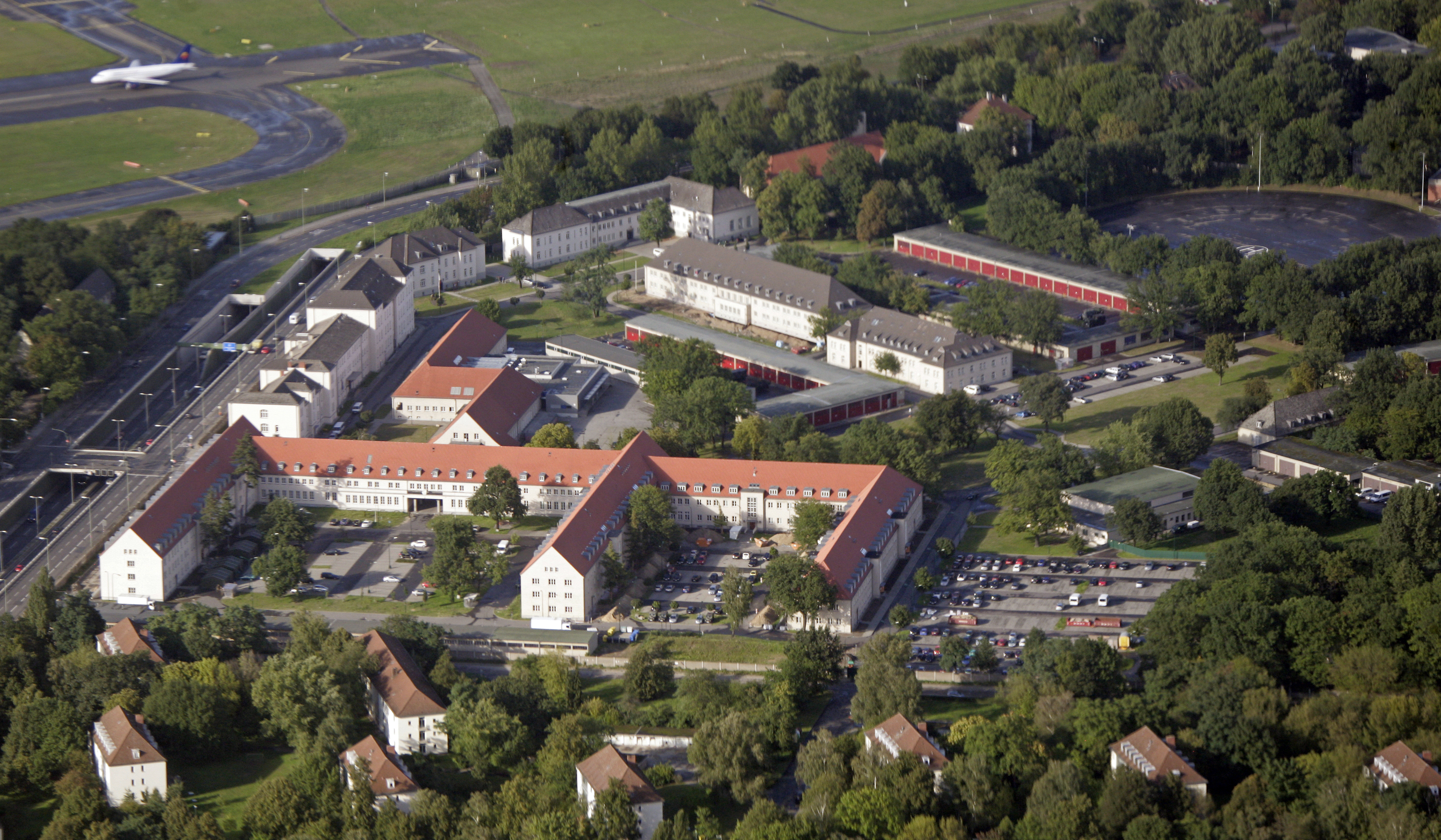
Caserna Julius Leber em Berlim, Alemanha.

A grande maioria das bases terrestres das Forças de Defesa da Alemanha são designadas "Kaserne" (casernas). Isto aplica-se tanto aos aquartelamentos do Exército Alemão, como às instalações similares em terra da Marinha, da Força Aérea e mesmo da Polícia de Intervenção. As bases navais da Marinha Alemã são designadas "Marinestützpunkte" (pontos de apoio da Marinha). As bases aéreas da Força Aérea Alemã são designadas Fliegerhorste (literalmente "ninhos de águia") e os aeródromos do Exército são designados "Heeresflugplätze" (campos de aviação do Exército).

#### Canadá

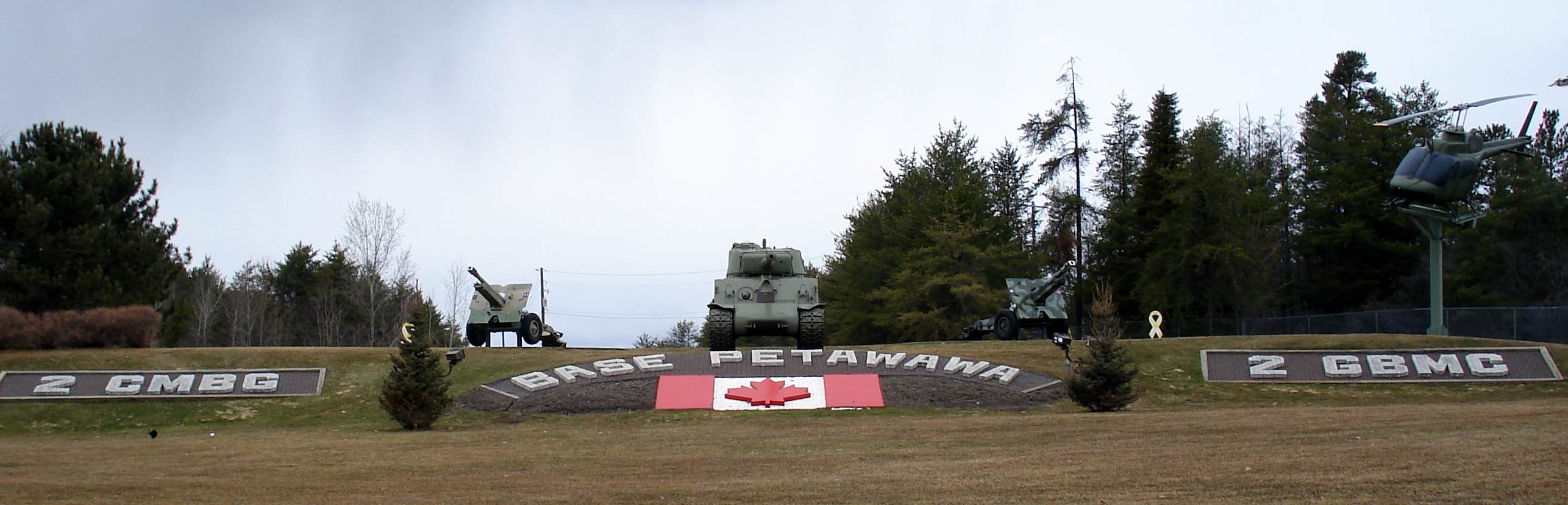
Monumento na entrada principal da Base das Forças Canadianas de Petawawa.

Todas as instalações principais das Forças Armadas Canadianas são genericamente designadas "bases das Forças Canadianas" (CFB, Canadian Forces bases em inglês e BFC, Bases des forces canadiennes em francês), independentemente de serem bases terrestres, aéreas, navais ou conjuntas. Para uma instalação ser classificada como BFC é necessário que aí esteja estacionada permanentemente uma ou mais unidades militares principais, como regimentos do Exército, navios da Marinha ou alas da Força Aérea.
As instalações secundárias são designadas genericamente "estações das Forças Canadianas" (CFS, Canadian Forces stations em inglês e SFC, Stations des forces canadiennes em francês). Cada estação das Forças Canadianas destina-se apenas a alojar uma pequena unidade, como uma estação de radar. Para efeitos administrativos, a maioria destas instalações foi desclassificada como entidade autónoma, passando a funcionar como um destacamento da BFC mais próxima.

#### Estados Unidos da América

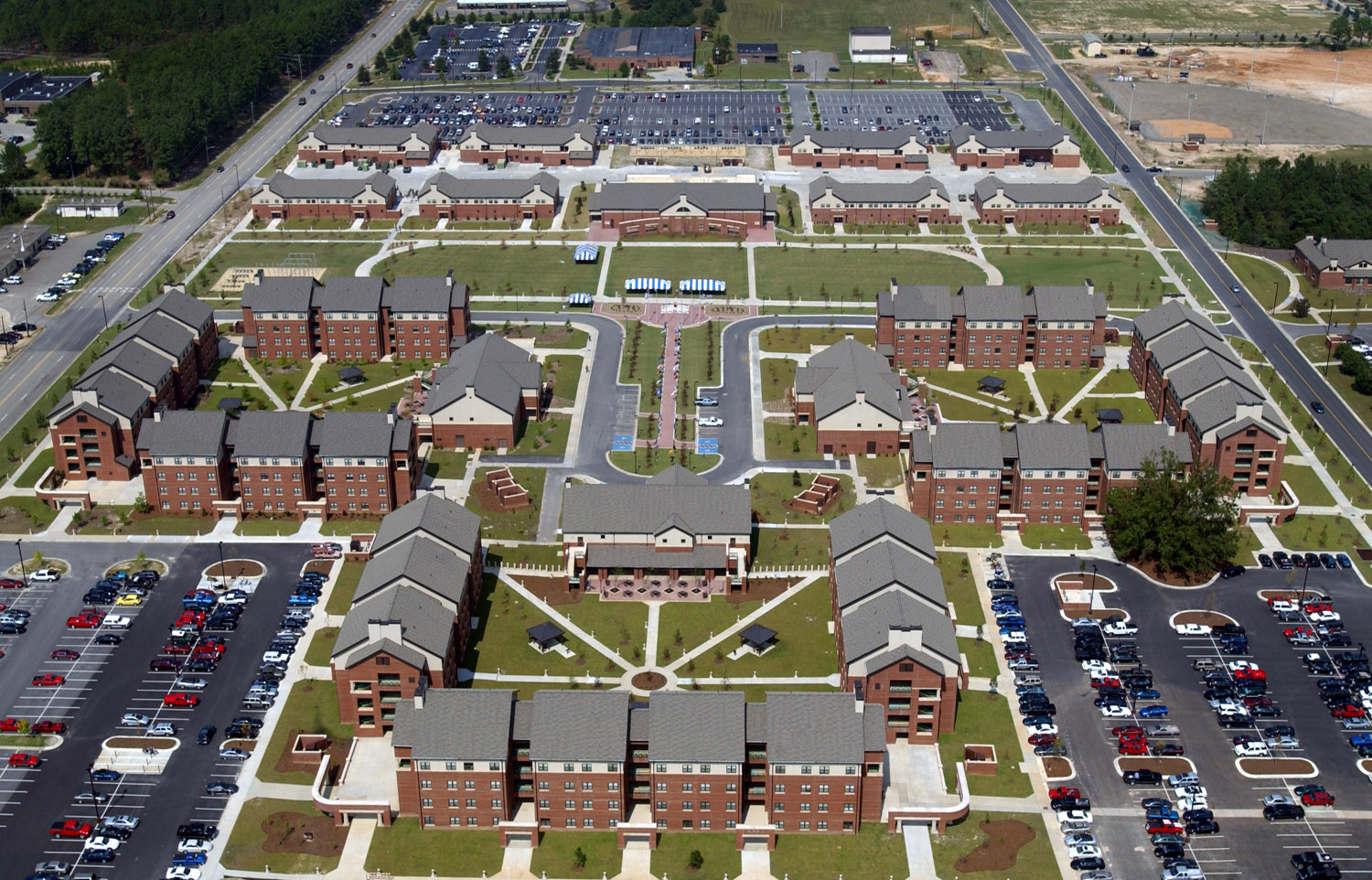
Aquartelamentos de uma brigada na USAG de Fort Liberty.

As bases militares dos vários ramos das Forças Armadas dos EUA são, na maioria dos casos, grandes instalações que podem ocupar centenas de quilómetros quadrados de área e ter uma população residente de mais de 100 000 pessoas, entre militares, funcionários civis e respetivos familiares. Normalmente, as bases congregam aquartelamentos para o pessoal das unidades ali estacionadas, depósitos de material, zonas de treino e manobras, aeródromos e bairros residenciais para os funcionários e famílias. Os bairros residenciais dispõem de todas as infraestruturas e serviços que poderiam ser encontrados numa cidade, incluindo correios, lojas, restaurantes, centros recreativos, escolas e instalações desportivas. Em termos legais, as bases militares dos EUA constituem circunscrições administrativas autónomas, não sujeitas às autoridades civis locais, dispondo das suas próprias autoridades policiais, judiciais e administrativas particulares. Frequentemente, as bases são baptizadas com o nome de um militar notável.

No que diz respeito às bases do Exército dos EUA, as mesmas são administradas pelo Comando de Gestão de Instalações (IMCOM, Installation Management Command), o qual é responsável por disponibilizar serviços, facilidades e infraestruturas eficazes, eficientes e normalizadas aos militares, civis e suas famílias. As principais bases são as guarnições do Exército dos Estados Unidos (USAG, U.S. Army garrisons), que consistem, na maioria dos casos, em grandes instalações multifuncionais que servem de aquartelamento a grandes unidades militares e de áreas de instrução e manobra. A maioria das USAG situadas no território dos EUA inclui na sua designação oficial o termo "fort" (forte). Além das USAG, o Exército dos EUA dispõe de outras instalações mais especializadas, vocacionadas para a logística, que incluem as fábricas de munições do Exército (AAP, Army ammunitions plants), os depósitos do Exército (Army depots), os depósitos químicos (chemical depots) e os arsenais (arsenals).

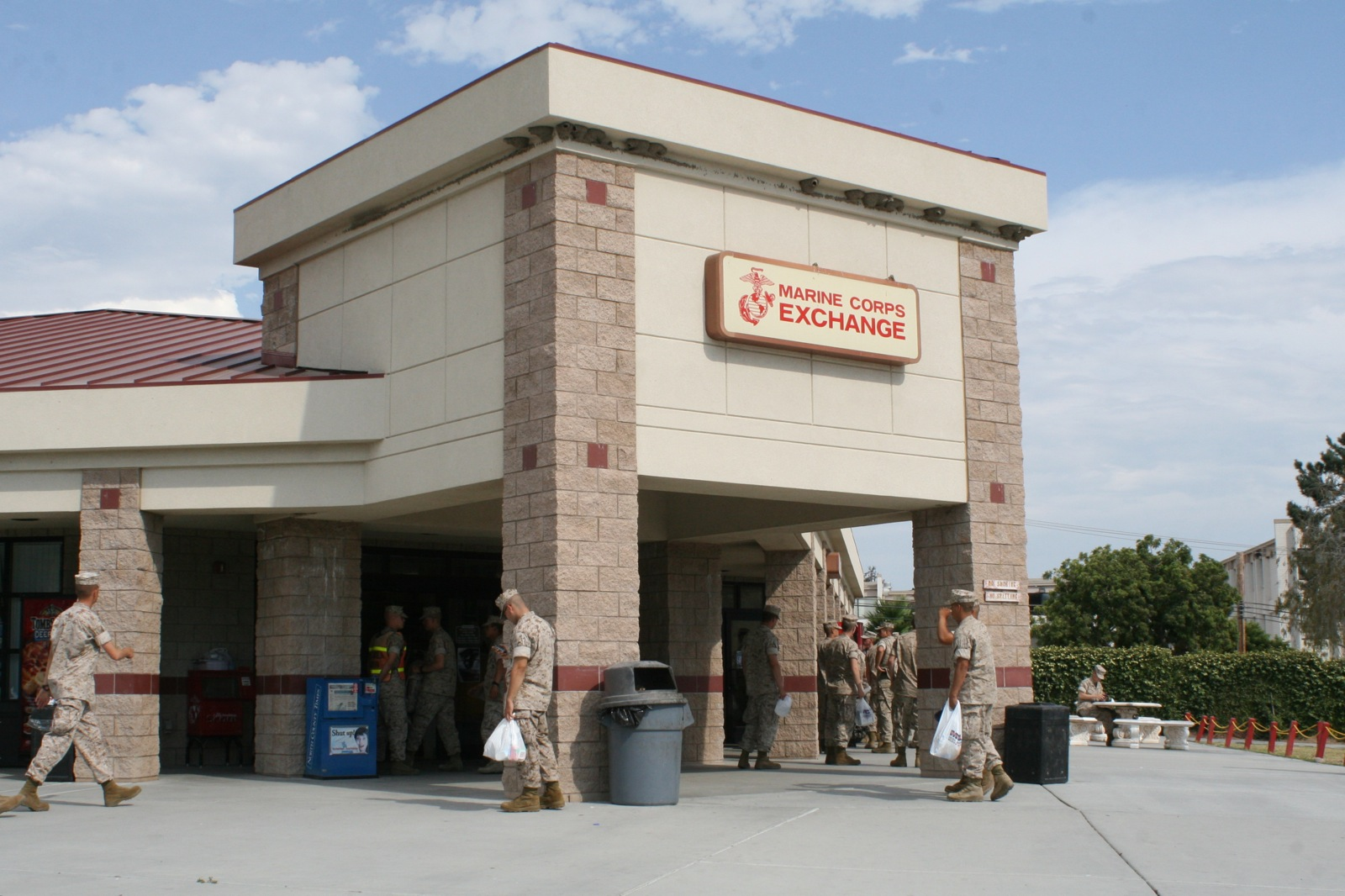
Estabelecimento comercial na zona residencial da Base do Corpo de Marines de Camp Pendleton.

O Corpo de Marines dos EUA dispõe de bases militares terrestres genericamente designadas "Marine Corps bases" (bases do Corpo de Marines) e de bases aéreas designadas "Marine Corps air stations" (estações aéreas do Corpo de Marines). Tradicionalmente, grande parte das bases dos Marines tem uma designação que inclui o termo "camp" (acampamento).
A Marinha dos EUA dispõe de bases navais e de bases aeronavais. Nas primeiras incluem-se as estações navais (naval stations), as bases anfíbias navais (naval amphibious bases), as bases submarinas navais (naval submarine bases) e as atividades de suporte naval (naval support activities). Nas segundas incluem-se as estações aéreas navais (naval air stations) e as facilidades aéreas navais (naval air facilities). Além destas, a Marinha dos EUA dispõe de instalações designadas "naval bases" (bases navais) que congregam administrativamente duas ou mais bases de diferentes tipos, sob o mesmo comando.
As principais bases aéreas da Força Aérea dos EUA são designadas "Air Force bases" (bases da Força Aérea) quando localizadas no território dos EUA e "air bases" (bases aéreas) quando localizadas em território estrangeiro. As bases onde existe pouca ou nenhuma atividade de voo são designadas "Air Force stations" quando nos EUA e "air stations" quando no estrangeiro. A Força Aérea dos EUA também dispõe de uma série de aeródromos secundários designados "fields" (campos) ou "auxiliary fields" (campos auxiliares), bem como outras instalações.